# Мартынов, Александр Владимирович
Александр Владимирович Мартынов (род. 12 января 1981, Тирасполь, Молдавская ССР, СССР) — приднестровский государственный, политический и общественный деятель. Председатель Правительства Приднестровской Молдавской Республики с 17 декабря 2016 по 26 мая 2022 года.

## Биография
Родился 12 января 1981 года в Тирасполе в семье военнослужащего. Русский.

## Образование
В 1998 году окончил Тираспольскую среднюю школу № 2 им. А. С. Пушкина.
В 2000 году с отличием окончил Тираспольский техникум информатики и права по специальности «Экономика, бухгалтерский учёт и контроль».
В 2004 году окончил Академию экономического образования Молдавии по специальности «Бухгалтерский учёт и финансы фирмы». В период учёбы в академии стал призёром олимпиады, выступив с докладом на тему международных стандартов финансовой отчётности.
В 2014 году получил дополнительное образование в Академии народного хозяйства при Правительстве Российской Федерации.

## Трудовая деятельность
В 2000 году принят на должность специалиста финансово-экономического управления Министерства экономики ПМР. Принимал активное участие в разработке и внедрении стандартов бухучёта новой налоговой системы Приднестровья.
В 2002 году назначен на должность начальника управления методологии бухгалтерского учёта Министерства экономики ПМР. В этом же году под руководством Мартынова начинается внедрение стандартов бухгалтерского учёта и плана счетов с учётом международных норм.
В 2003 году перешёл на работу в ЗАО СК «Шериф», где продолжил трудовую деятельность экономистом, а затем начальником экономического отдела.
В 2007 году занял должность заместителя директора по экономическим вопросам ЗАО «Тираспольский хлебокомбинат».
В 2008 году по приглашению министра финансов ПМР Ирины Молокановой перешёл на работу в Министерство финансов ПМР на должность начальника Государственной службы налоговой политики и методологии бухгалтерского учёта.
В этом же году по инициативе Александра Мартынова в Приднестровье начинается масштабная реформа бухгалтерского учёта. За три года реформы в республике внедряются ключевые стандарты бухгалтерского учёта, принципиально новый план счетов и формы финансовой отчётности, максимально приближённые к международным стандартам (IAS, IFRS). На подготовительной стадии реформы Мартыновым разрабатывается специальный курсы повышения квалификации: «Стандарты бухгалтерского учёта и план счетов в соответствии с МСФО», «Финансовый и управленческий учёт в условиях перехода на МСФО», «Искажения финансовой отчётности», «Новый подход к определению административных правонарушений в сфере бухгалтерского учёта». В рамках данного курса переподготовку прошло более 600 бухгалтеров республики. На площадке Торгово-промышленной палаты лекции по курсу читал автор.
В 2011 году Мартынов стал экспертом московского журнала «Корпоративная финансовая отчётность. Международные стандарты». В этом же году на страницах журнала вышла его статья «Опыт применения МСФО в Приднестровской Молдавской Республике». В последующие два года опубликовал ещё 7 статей.
В 2012 году, после победы на президентских выборах Евгения Шевчука и смены руководства Министерства финансов, Мартынов перешёл на работу в Верховный совет ПМР на должность советника Председателя Верховного совета, а также вошёл в состав банковского совета при Центральном банке ПМР.

### Деятельность в качестве депутата Верховного Совета ПМР
В 2015 году принял решение баллотироваться в депутаты Верховного совета ПМР по 24 избирательному округу «Ближнехуторской». Оппонентом Мартынова выступает Пётр Степанов — экс-глава Правительства Евгения Шевчука, ранее неоднократно являвшийся депутатом по данному избирательному округу. На состоявшихся 29 ноября 2015 выборах Мартынов одерживает победу, набрав 59 % голосов. Решением Верховного совета ПМР назначен председателем комитета по экономической политике, бюджету и финансам. В должности председателя комитета активно критиковал экономическую политику Президента Евгения Шевчука и Правительства Татьяны Туранской. В 2016 году руководил проводимым Верховным советом парламентским расследованием по вопросам снижения экспорта и ситуации на валютном рынке.

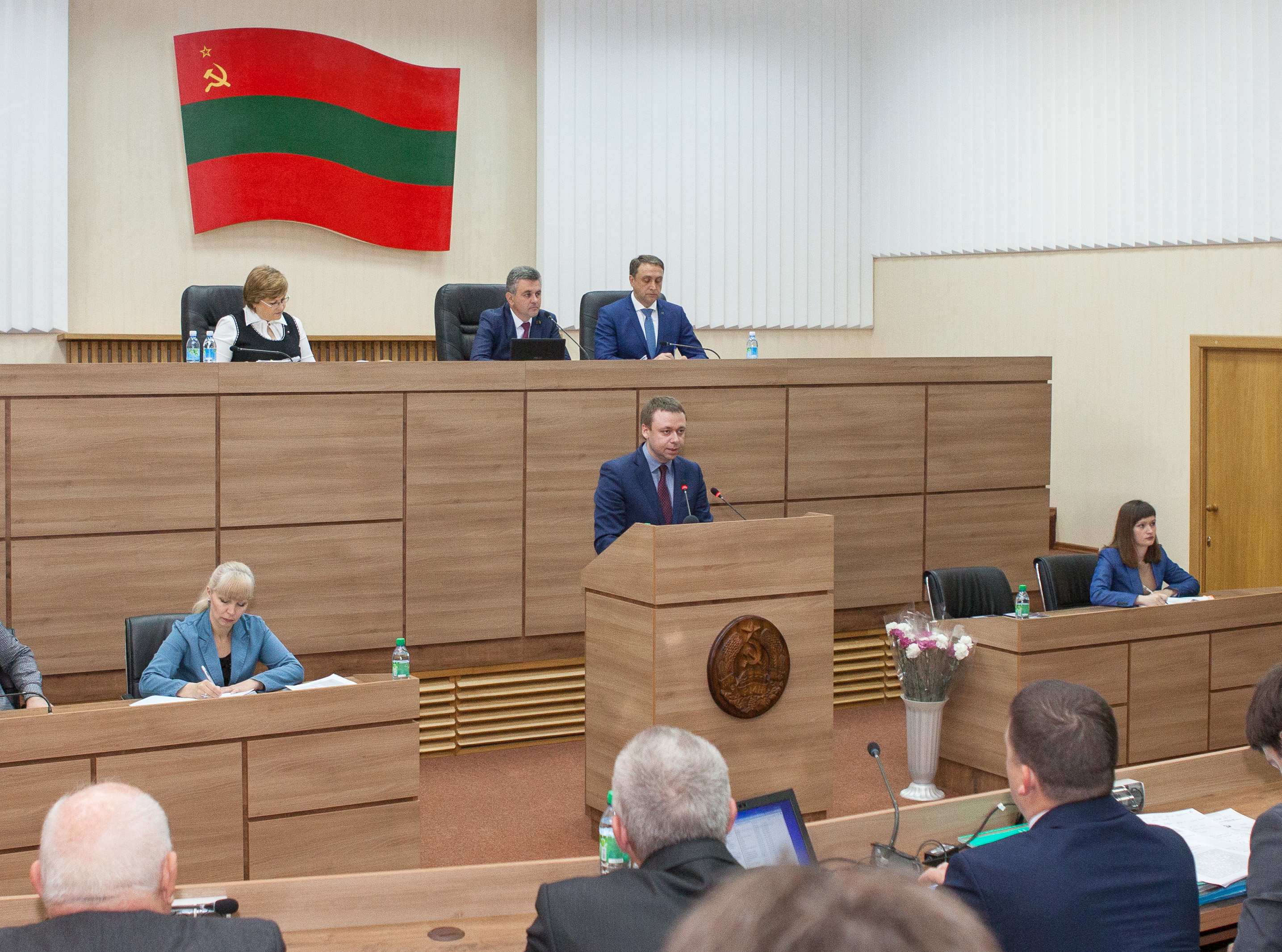
Депутат А. Мартынов докладывает в Верховном совете ПМР о предварительных результатах расследования. 18 мая 2016 года

«И не скажешь, что ответы не приходят, они есть. Но в них нет конкретной информации по сути задаваемых законодателями вопросов. А ведь они волнуют наших граждан», - отметил Александр Мартынов.
На выборах президента в 2016 году Мартынов активно поддерживал кандидата в президенты — спикера Верховного совета Вадима Красносельского.
5 октября 2016 года на внеочередной сессии Верховного совета Мартынов выступил с резким обращением в адрес Евгения Шевчука, призвав его уйти.
 «Евгений Васильевич, обращаюсь к Вам как депутат Верховного Совета, как гражданин Приднестровья. До выборов Президента остаются считанные месяцы и народ даст заслеженную оценку Вашим действиям, определив рулевого у штурвала на ближайшие 5 лет. В эти месяцы ещё можно рассекретить информацию о народных деньгах и остановить их отток в непрозрачные фонды. Можно и нужно прекратить развал приднестровской экономики и системы государственного управления. Призываю Вас именно к этому. Уйдите достойно. Оставьте народу шанс сохранить республику». — заявил Александр Мартынов на внеочередном пленарном заседании 

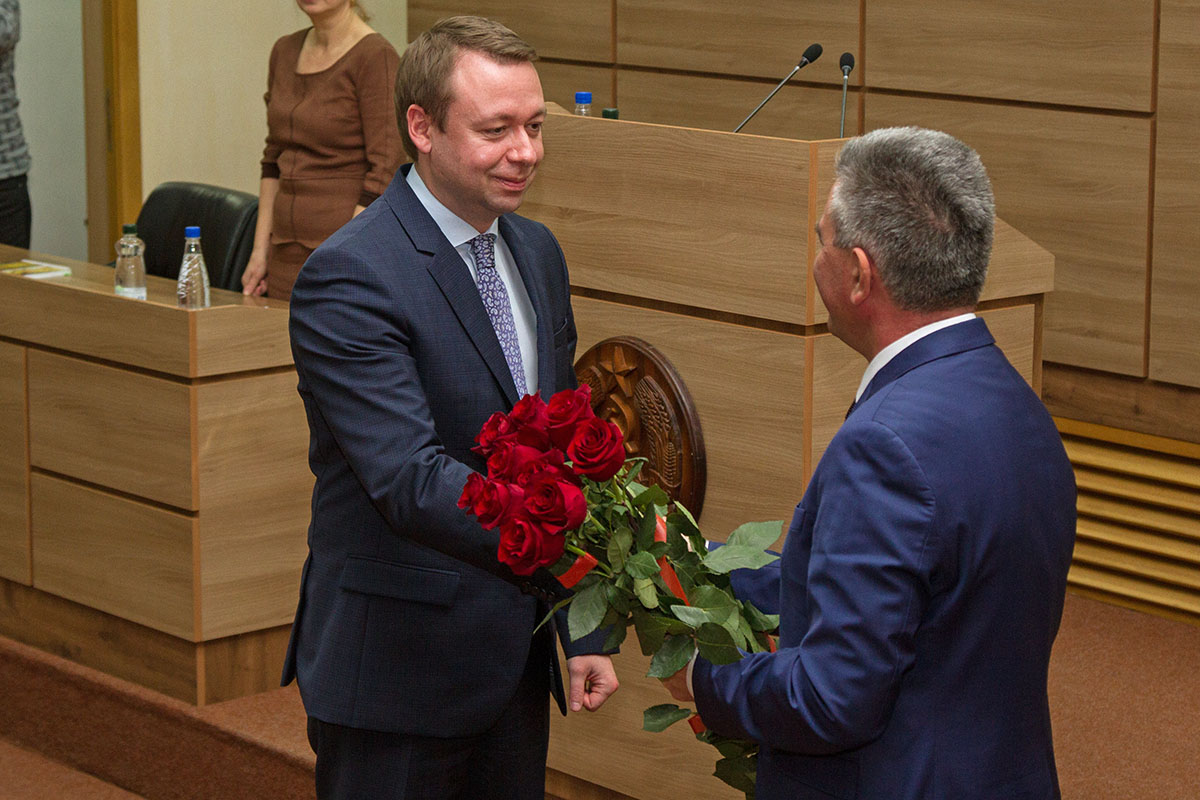
Александр Мартынов: «Я благодарю за оказанное доверие. Для меня это большая честь и одновременно большая ответственность»

11 декабря 2016 года на выборах Президента Приднестровской Молдавской Республики победу одержал Вадим Красносельский.
17 декабря 2016 года по представлению Президента ПМР Вадима Красносельского Верховный совет утвердил Мартынова в должности Председателя Правительства Приднестровья.
17 декабря 2021 года сложил полномочия Председателя Правительства. 24 декабря 2021 года по представлению Президента ПМР Вадима Красносельского Верховный Совет утвердил Александра Мартынова в должности Председателя Правительства.
26 мая 2022 года сложил полномочия Председателя Правительства.

### Деятельность на посту Председателя Правительства
С назначением на пост Председателя Правительства Александра Мартынова произошли изменения в руководстве экономического, финансового и правового блока. В команду Правительства были приглашены руководители из реального сектора экономики и контрольно-надзорных органов. Так, должность заместителя Председателя Правительства — министра экономического развития занял Сергей Оболоник, до этого работавший заместителем генерального директора по экономике ЗАО «Тиротекс». На должность заместителя Председателя Правительства -министра финансов была приглашена глава Счётной палаты ПМР Татьяна Кирова, а вице-премьером, курирующим работу аппарата Правительства и правового блока, стал Станислав Касап, руководивший до этого юридическим отделом ЗАО «Тиротекс-энерго».
Основные реформы и преобразования:
- совместно с российской компанией ФБК разработана концепция административной реформы в Приднестровье. Одним из ключевых элементов реформы стал переход органов государственной власти и управления на новый концепт оплаты труда. Руководители органов власти получили возможность проводить оптимизацию численности персонала с направлением экономии на увеличение заработных плат, которые на начало 2017 года были ниже среднего размера оплаты труда по экономике. Это позволило в кратчайшие сроки увеличить заработную плату и остановить отток кадров из системы государственного управления, повысив эффективность персонала без дополнительного увеличения государственных расходов на управление

- начата реализация бюджетного манёвра, направленного на увеличение расходов на капитальные вложения и программы развития экономики. В составе государственного бюджета появился фонд капитальных вложений, фонд развития предпринимательства и фонд поддержки молодёжи и молодых семей. За три года в республике отремонтировано более 40 процентов школ, 30 процентов детских садов, масштабной реконструкции и строительству подверглись объекты здравоохранения, коррекционные учреждения, спортивные объекты и объекты благоустройства, объекты коммунальной инфраструктуры.

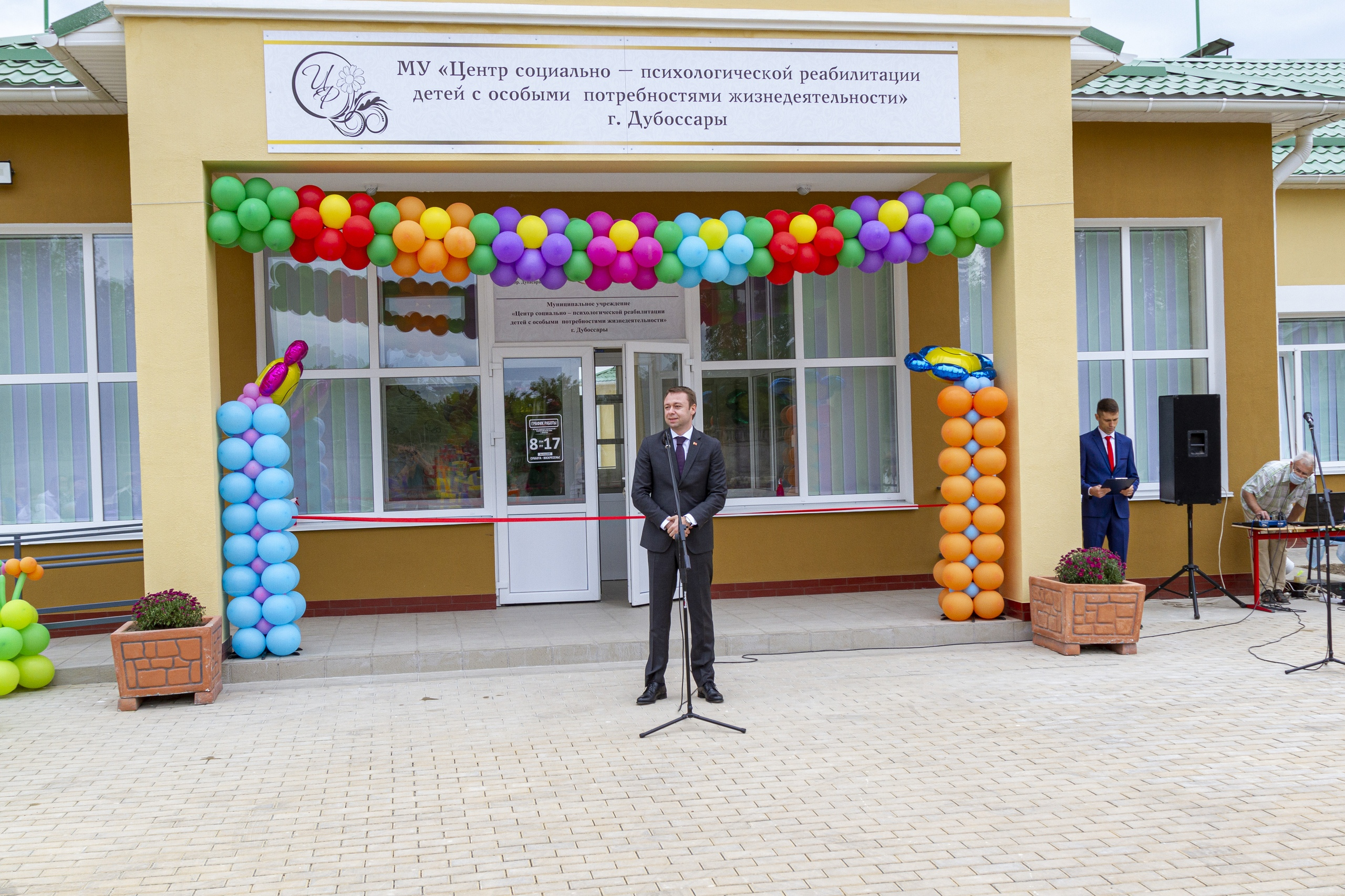
Александр Мартынов на церемонии открытия нового Центра социально-психологической реабилитации детей с особыми потребностями жизнедеятельности. 4 сентября 2020 года

«Достаточно было посетить инфекционное отделение в Рыбнице, детский сад во Владимировке и реабилитационный центр, чтобы понять: несмотря на все сложности с бюджетом, так дальше продолжаться не может. Было принято консолидированное решение двигаться вперед в плане реконструкции социальной инфраструктуры», — сказал Мартынов.
- За разработку и внедрение программы капитальных вложений в 2018 году Глава Правительства Александр Мартынов был удостоен ордена «За заслуги» II степени. Президент Вадим Красносельский подчеркнул большой вклад Премьер-министра в создание Фонда капвложений, главная цель которого — восстановление социальной инфраструктуры.

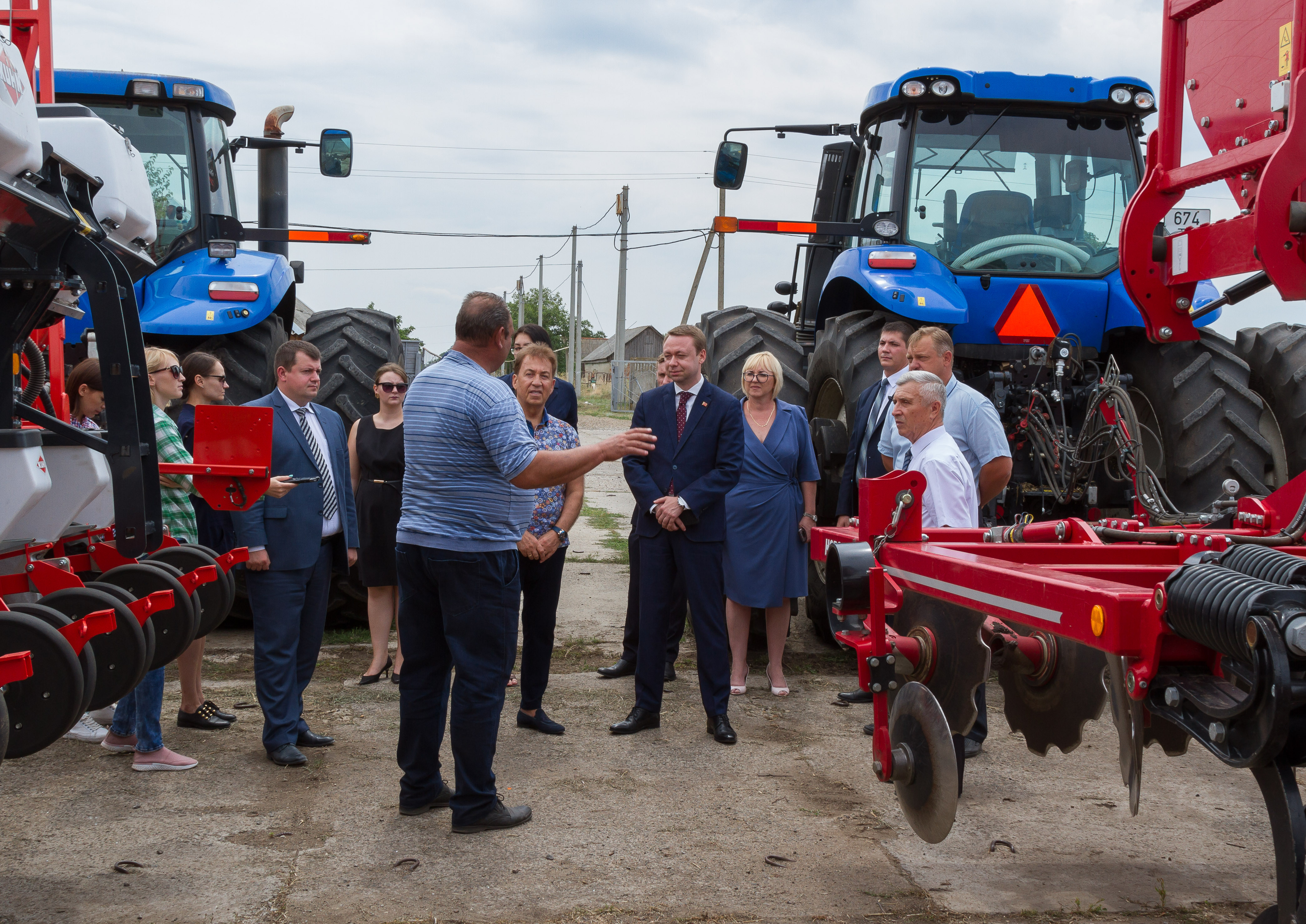
А. В. Мартынов во время посещения сельскохозяйственной фирмы в Слободзейском районе. 15 июля 2019 года

- В рамках бюджетного манёвра впервые в республике целевые субсидии получили производители сельскохозяйственной продукции, что за несколько лет позволило существенно увеличить производство молока и поголовье крупного рогатого скота.

- доработан закон о государственной поддержке инвестиций, предусматривающий значительный перечень льгот и государственных гарантий для инвесторов, которые фиксируются индивидуальным инвестиционным договором с каждым инвестором. Впервые в республике внедрена государственная программа субсидирования процентных ставок для предприятий реального сектора экономики, что открыло доступ к получению доступных кредитов на развитие производства. Программой воспользовались десятки приднестровских предприятий, инвестировав более 30 миллионов евро.Александр Мартынов подписывает инвестиционный договор с инвестором из Болгарии. 8 июля 2019 года

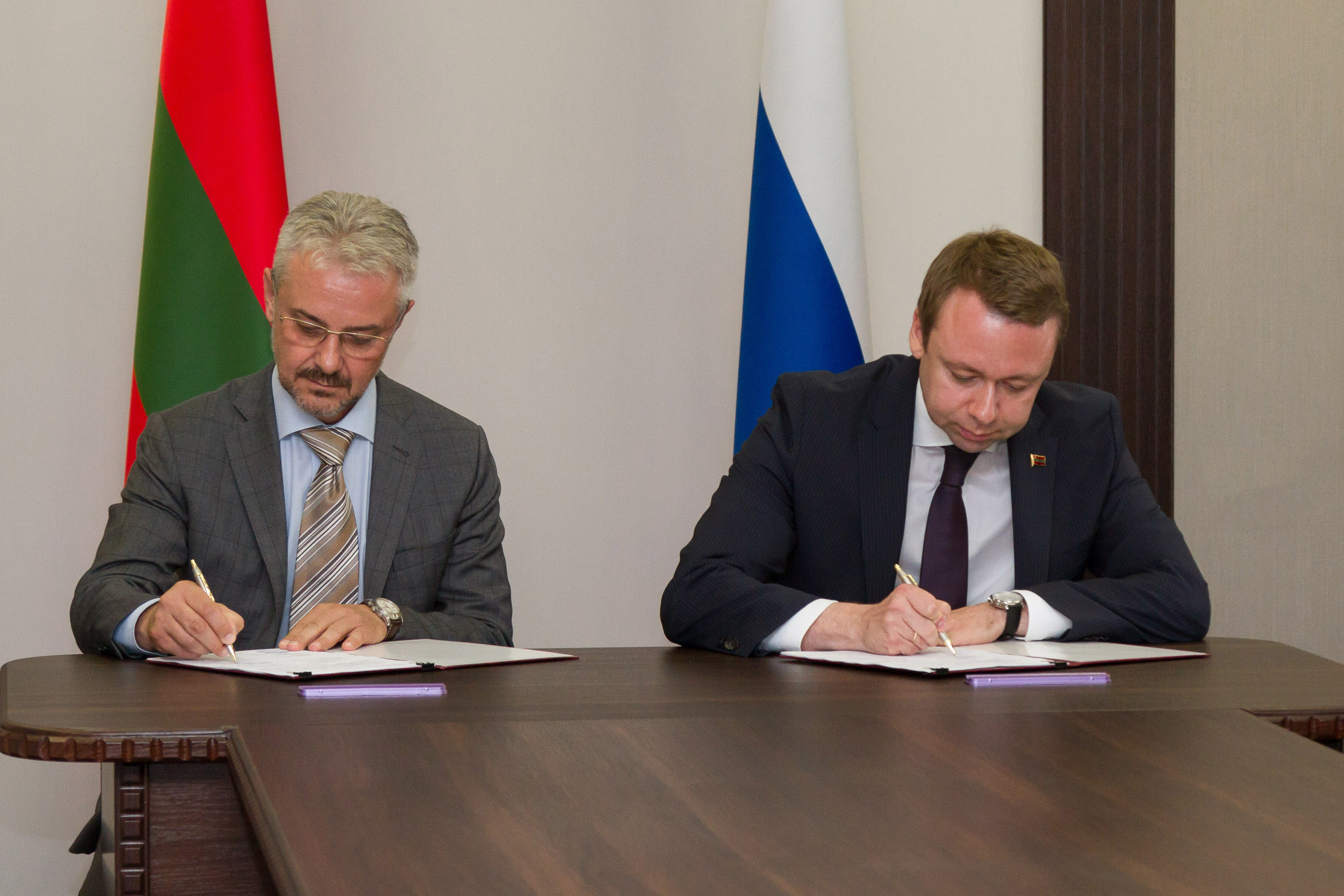
Александр Мартынов подписывает инвестиционный договор с инвестором из Болгарии. 8 июля 2019 года

- изменён подход к управлению государственными предприятиями. Проведено акционирование крупнейших государственных унитарных предприятий. Создана государственная управляющая компания (ГУК), в управление которой переданы пакеты акций. За два года ГУК утвердила наблюдательные советы каждого предприятия. В них вошли представители управляющей компании. Важнейшие вопросы управления согласовывались с наблюдательным советом ГУК. 13 марта 2020 года Глава счётной палаты ПМР Светлана Изместьева отметила, что большая часть демонстрируют улучшение финансовых показателей.

- изменён подход к установлению тарифов на услуги предприятий сферы естественных монополий. Предприятия теплоэнергетики, водоснабжения и электроснабжения стали получать из бюджета на системной основе разницу между реальной величиной тарифа и стоимостью, оплаченной населением.

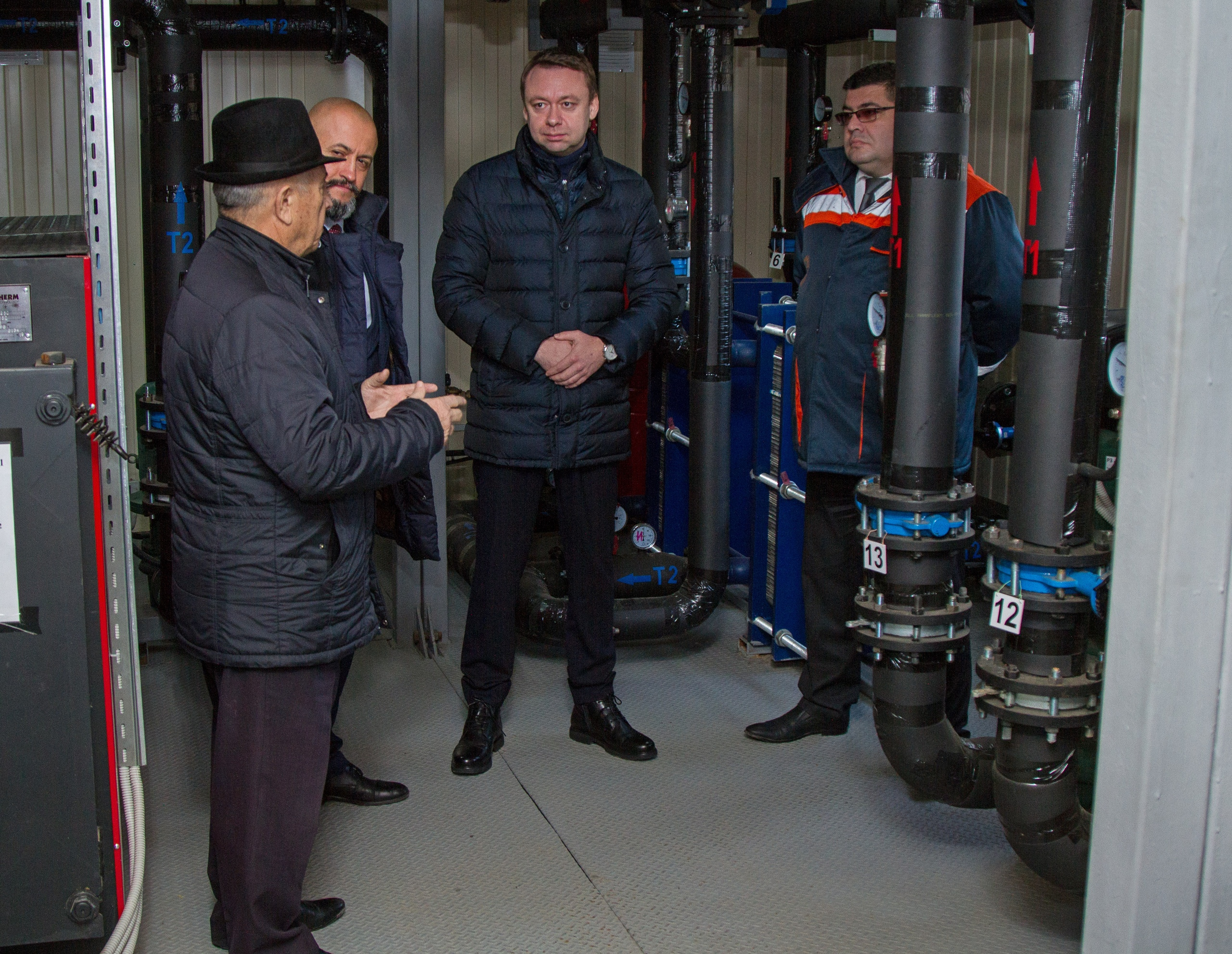
27 ноября 2019 года. А. Мартынов, С. Оболоник, В. Тищенко, О. Ищенко открывают новую котельную в пгт. Первомайск.

«Это, на мой взгляд, яркий пример того, как государство распределяет бюджетные средства, потому что мы начали в этом году финансирование межтарифной разницы за счет бюджетных средств, чтобы не поднимать тарифы для населения и одновременно реконструировать систему ЖКХ. Конечно, это важное направление того, куда тратятся государственные деньги и эффект мы видим своими глазами. Это касается более тысячи граждан нашей республики», — сказал Премьер-министр.
- в рамках реализации концепции электронного Правительства впервые в республике заработал Портал государственных услуг. При наличии квалифицированной электронной подписи граждане получили возможность заказать и получить в электронной форме более трёх десятков значимых государственных услуг. Также в республике впервые внедрена электронная система межведомственного документооборота, позволяющая органам государственной власти обмениваться документами без применения бумажных носителей. Введены ограничения по истребованию у граждан информации, содержащейся в органах государственной власти.
- в рамках реализации стратегии открытого Правительства с 2017 года вводится практика ежегодного посещения руководством Правительства городов и районов республики, в ходе которых проходят встречи с активом района. На площадке Правительства регулярно проходят встречи с общественными организациями республики, в ходе которых выявляются проблемы социальной и иной направленности, готовятся варианты решения этих проблем.

### Борьба с COVID-19

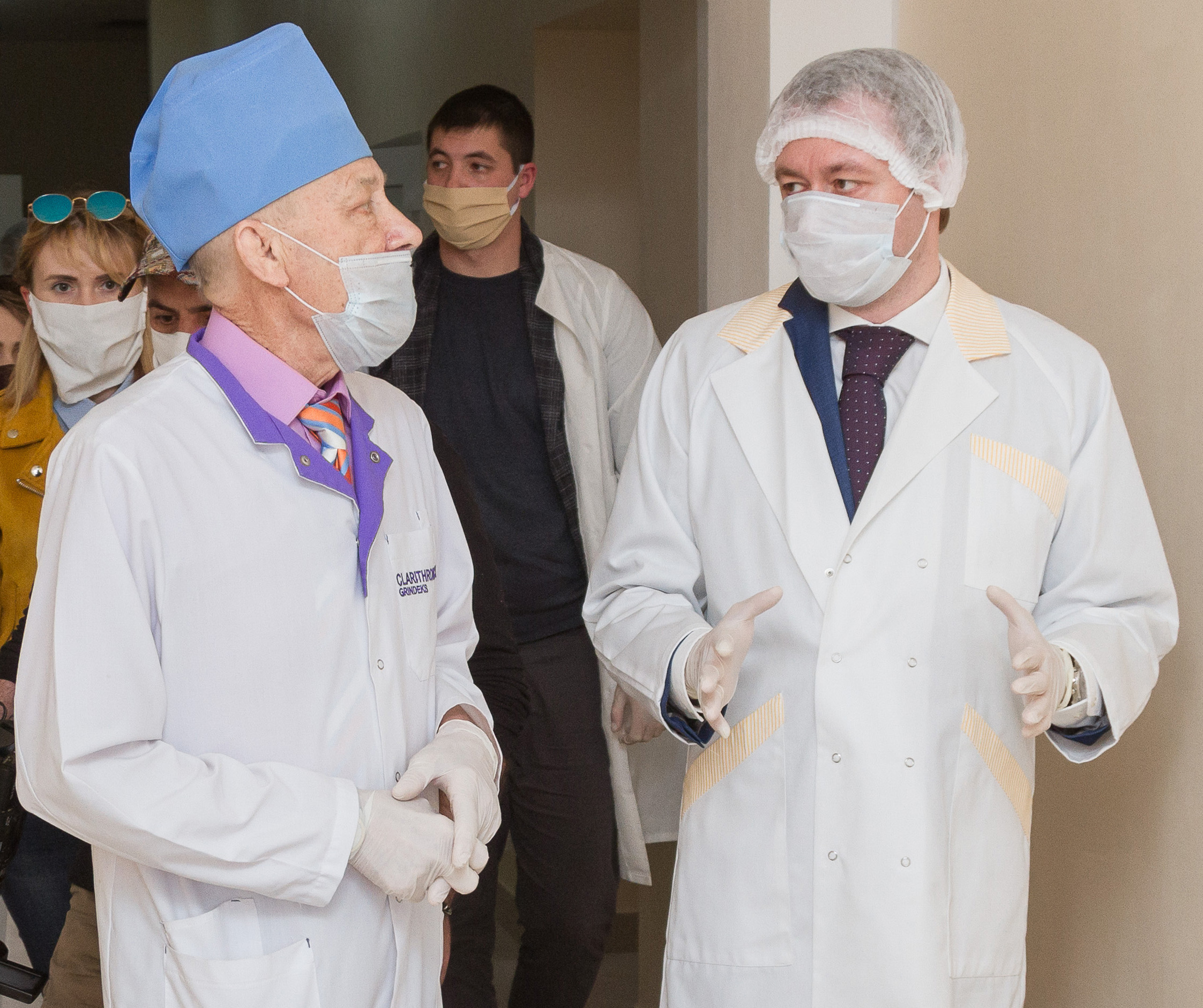
10 апреля 2020 года. А. Мартынов посещает инфекционное отделение в ЦРБ г. Рыбница

12 марта 2020 года распоряжением Правительства были введены карантинные меры по предотвращению распространения коронавирусной инфекции. В республике был введён запрет на массовые мероприятия, приостановлена работа торговых точек, общественного транспорта, занятия в организациях образования, а также вводилось обязательное проведение дезинфекционных мероприятий в местах массового скопления людей.
По инициативе Правительства в июле минздравом и эпидемиологической службой был разработан Санитарный регламент. Документ предусматривает ряд требований к организациям образования и организациям с постоянным пребыванием воспитанников в условиях сохранения рисков распространения коронавирусной инфекции. На сегодняшний день регламент соблюдается во всех образовательных учреждениях республики.
В апреле Александр Мартынов создал и возглавил Координационный совет при Правительстве по минимизации финансовых и экономических потерь предприятий и населения. Задача совета состояла в анализе и контроле ситуации в экономике, финансах и социальной сфере. За время работы Координационного совета была оказана всесторонняя поддержка как предприятиям, так населению. В настоящий момент Координационный совет продолжает свою работу.
Правительством был разработан антикризисный план поддержки населения и экономики. Позже его приняли на уровне закона.
В сентябре Правительством был создан Координационный совет по вопросам организации образовательного процесса в условиях распространения COVID-19.

### Поддержка молодёжи

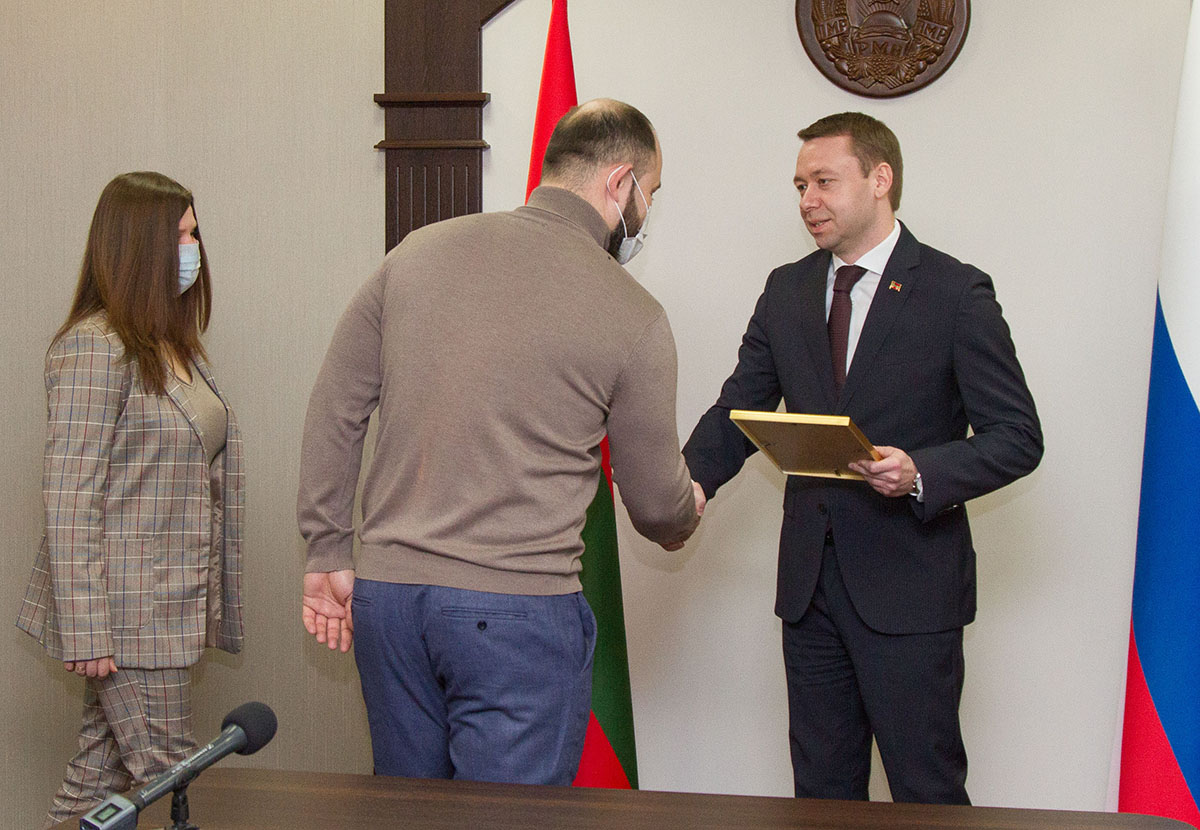
3 февраля 2021 года. А. В. Мартынов вручает сертификат на жильё семье врачей

В 2020 году по инициативе Александра Мартынова Правительством был разработан механизм поддержки молодых семей в части приобретения доступного жилья, согласно которому врачам, учителям, военнослужащим и милиционерам государством выдаётся сертификат на сумму от 10 до 14 тысяч долларов, который в последующем используется для оплаты ипотечного кредита.
«На протяжении нескольких лет мы искали возможность поддержать на первом этапе учителей, врачей, офицеров, сотрудников МВД именно в части приобретения доступного жилья. И, в конечном счете, мы пришли к этой программе субсидирования, то есть к оказанию финансовой помощи со стороны государства в оплате кредита, связанного с приобретением первого жилья для молодых семей. Я желаю вам поскорее определиться с квартирами, выбрать их, чтобы они были вам по душе, а самое главное — счастья уже в ваших квартирах», — сказал Премьер-министр.

## Семья
Женат, воспитывает четверых дочерей.

## Награды
- Орден «За заслуги» II степени (30 августа 2018)[2]
- Орден Почёта (26 мая 2022)
- Юбилейный знак «30 лет Верховному Совету ПМР»[3][4]